# Bonnebosq
Bonnebosq – miejscowość i gmina we Francji, w regionie Normandia, w departamencie Calvados.
Według danych na rok 1990 gminę zamieszkiwało 599 osób, a gęstość zaludnienia wynosiła 49 osób/km² (wśród 1815 gmin Dolnej Normandii Bonnebosq plasuje się na 377. miejscu pod względem liczby ludności, natomiast pod względem powierzchni na miejscu 374.).